# St. Marien (Neustadt an der Orla)

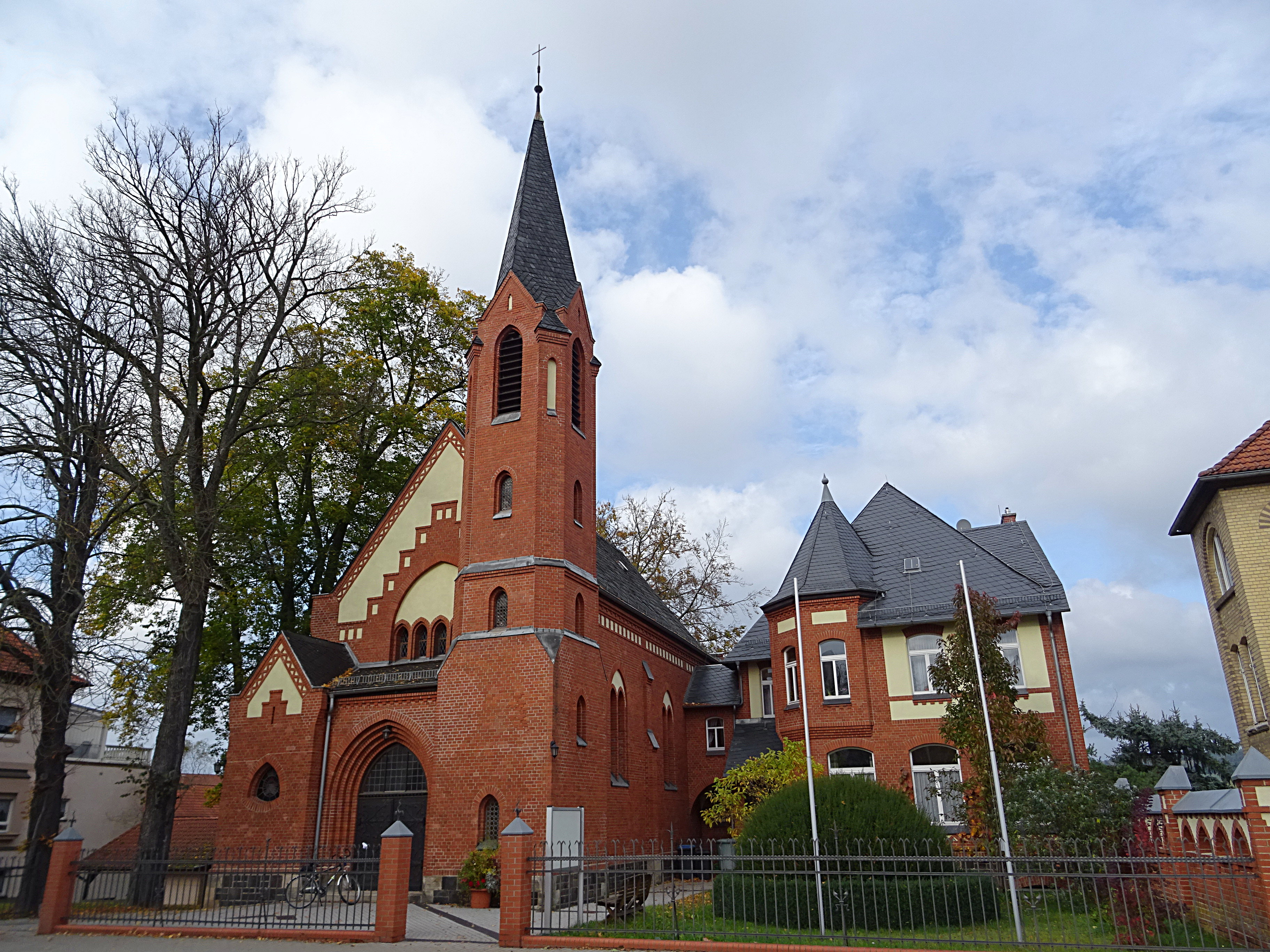
Römisch-Katholische Kirche St. Marien in Neustadt an der Orla

Die römisch-katholische Pfarrkirche St. Marien  steht in Neustadt an der Orla im thüringischen Saale-Orla-Kreis. Sie ist die Pfarrkirche der Pfarrei St. Marien Neustadt an der Orla im Dekanat Weimar des Bistums Erfurt. Sie trägt das Patrozinium der heiligen Maria Muttergottes.

## Geschichte

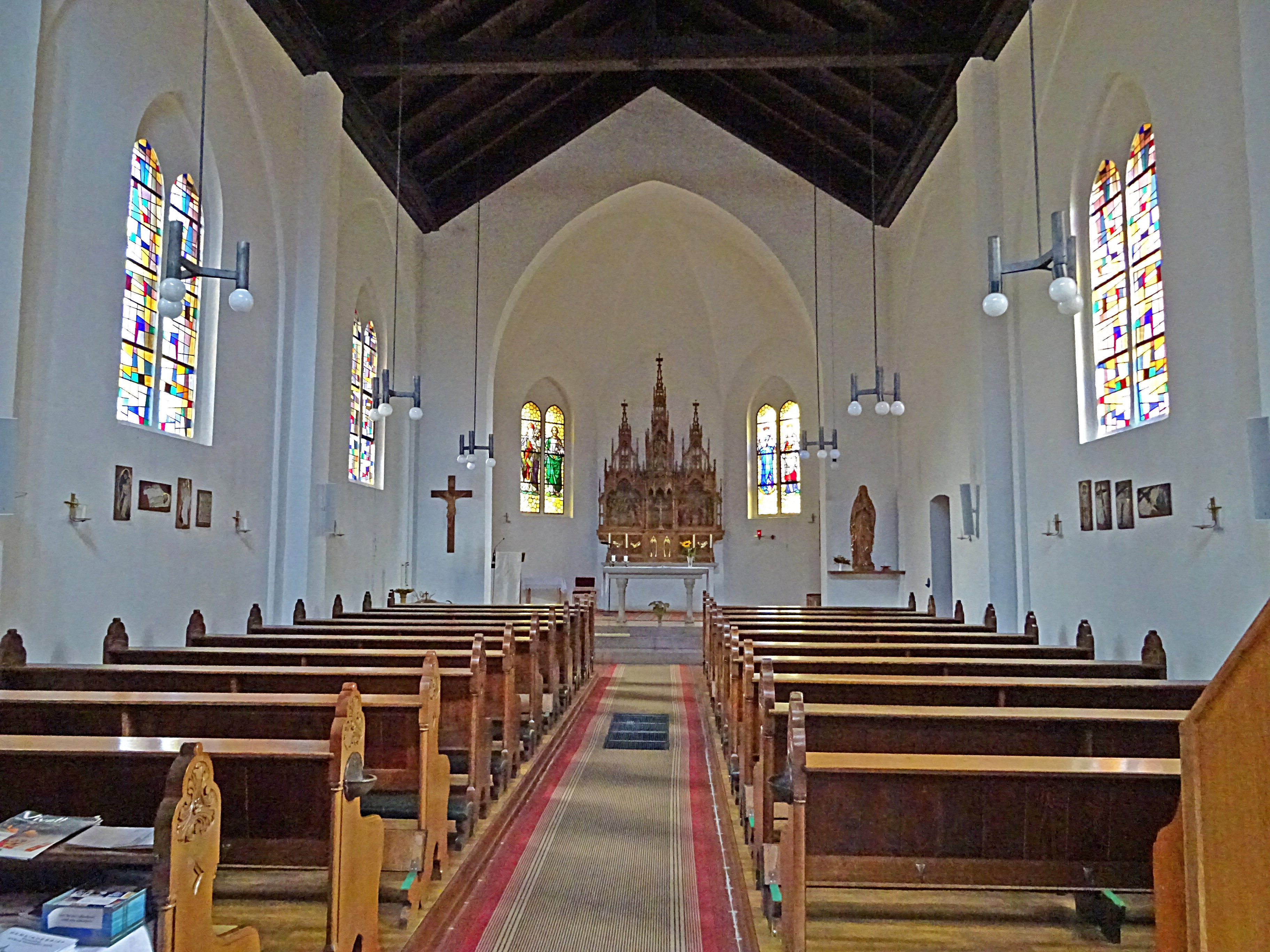
Innenansicht

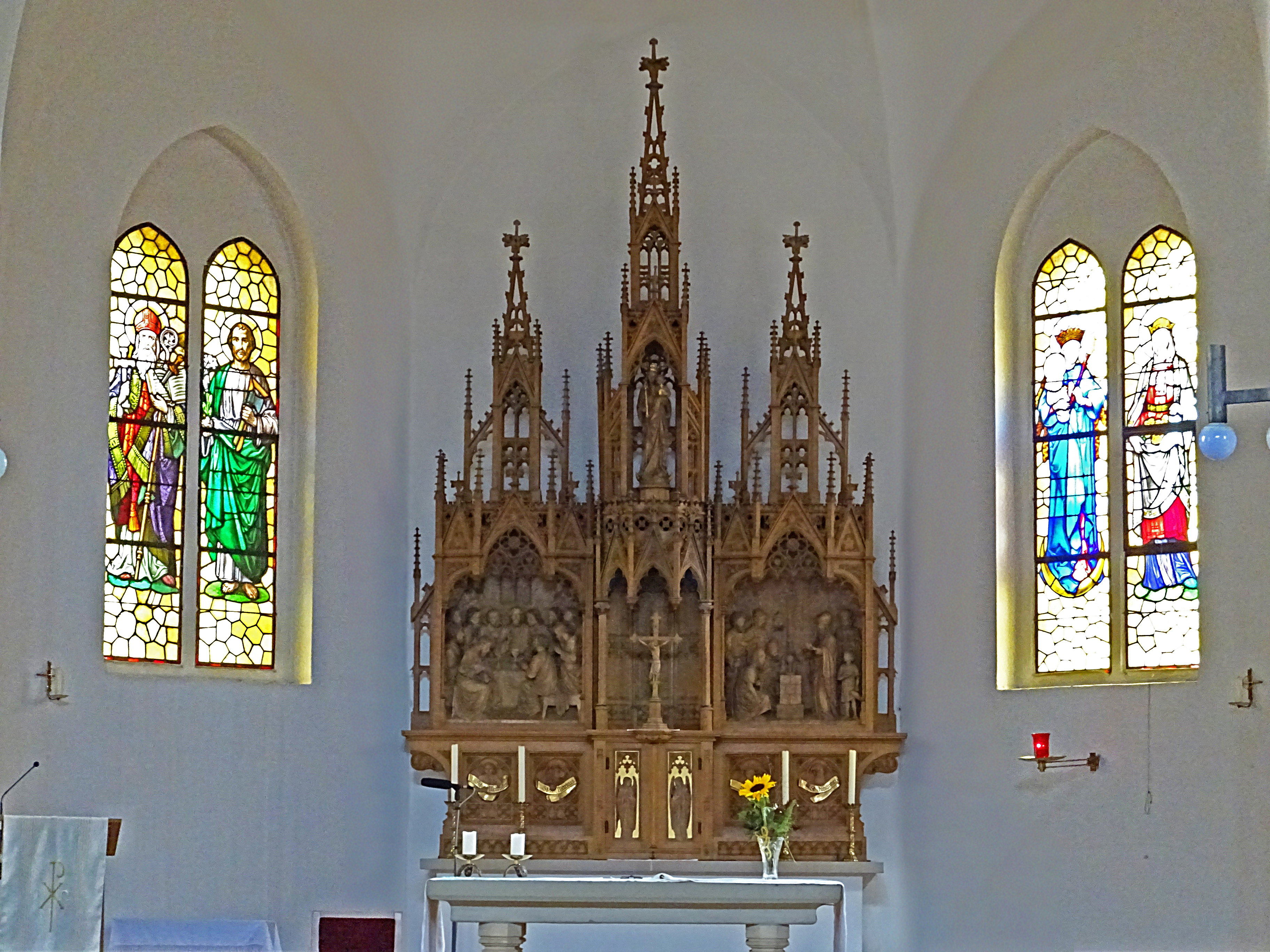
Altarraum

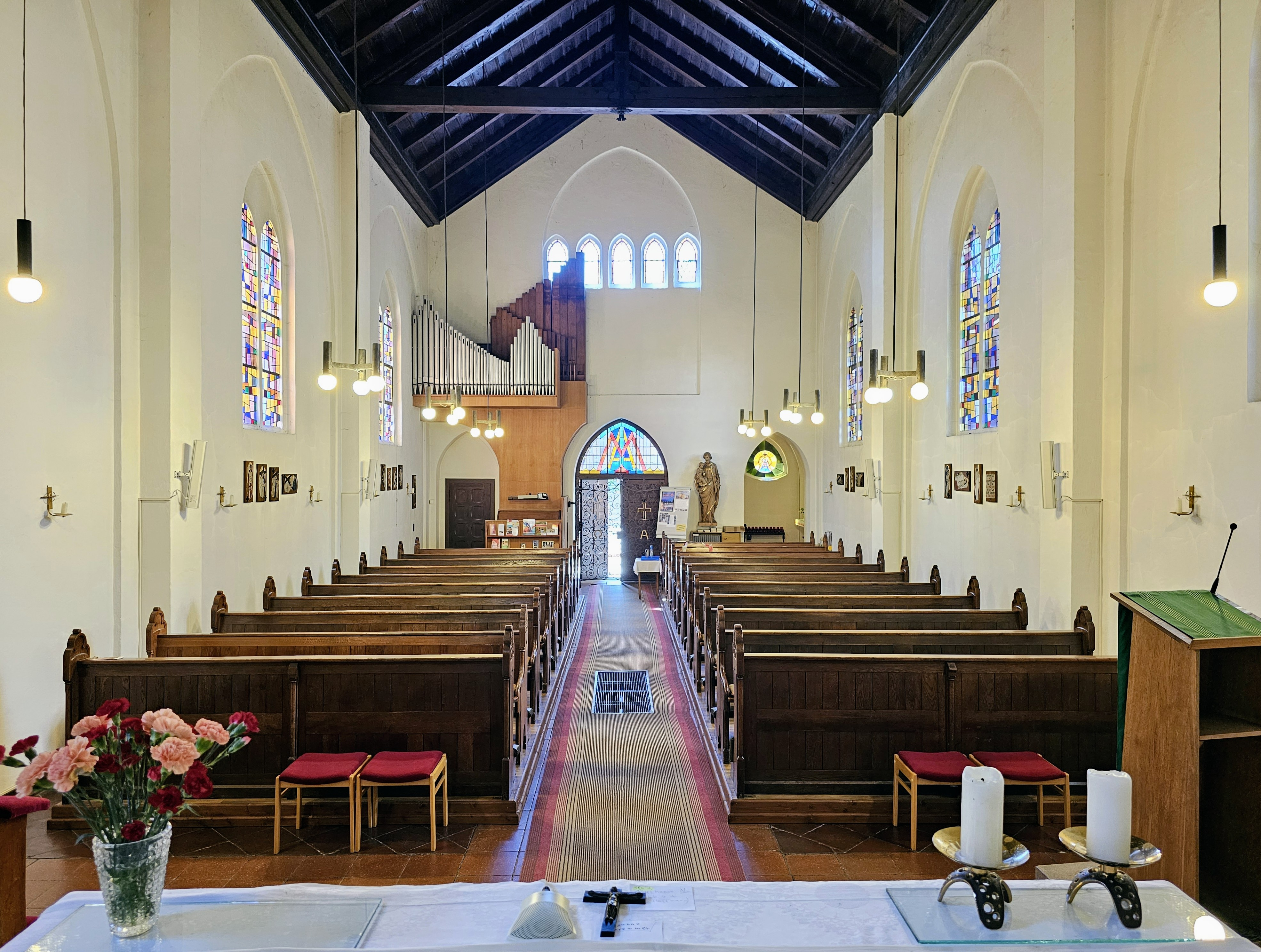
Innenraum, Blick zur Orgel

Um das Jahr 1800 wurde in Neustadt eine katholische Kapelle eingerichtet und es fanden mehrmals im Jahr Gottesdienste statt. Circa hundert Jahre später, 1903 wurde die Kuratie Neustadt an der Orla errichtet und 1905 die Kirche St. Marien geweiht. 1906 wurde die katholische Schule eröffnet, die bis zur Schließung durch die Nationalsozialisten 1939 bestand. Durch die Fluchtbewegungen nach dem Zweiten Weltkrieg stieg die Gemeindemitgliederzahl auf 3000. Zur selbständigen Pfarrei wurde Neustadt 1964.

## Orgel
Die Orgel stand zuerst in der Schlosskapelle Kospoda (Hersteller Fa. Welte & Söhne, Freiburg i. Br., Baujahr etwa 1932). Nach Kriegsende 1945 gab es 1950 den Vorschlag von OBM Wiegand Helfenbein (Gotha), das jetzt ungenutzte Ìnstrument umzusetzen. Das erfolgte im Frühjahr 1951, der Aufbau ab November 1951, die Einweihung am 27. Januar 1952. Die Orgel hatte 15 klingende Register (II+P / 15), Tastenumfang C – f″ bzw. C – f′, sechs Spielhilfen, Kegelladen, pneumatische Register- und Tastentraktur und war sehr zurückhaltend intoniert.
1975 fasste der Kirchenvorstand den Beschluss, die Orgelempore zu entfernen. Deswegen wurde am 10./12. Nov. 1975 – nun von Hans Helfenbein – die Orgel abgebaut, die Pfeifen von sieben Registern für das künftige Instrument eingelagert und die restlichen Teile nach Gotha überführt. Die Liedbegleitung übernahm nun ein Harmonium. Ab 1980 erfolgte die konkrete Planung für die Nachfolgeorgel, der Aufbau (mit Unterstützung von Fritz Haßkarl aus Orlamünde) 1983/85, Abnahme und Einweihung waren am 21. Juli 1985 durch KMD Wilhelm Kümpel aus Erfurt. Die Orgel hat 7 Register auf einem Manual und Pedal. Register- und Tontraktur sind mechanisch. Die Disposition lautet wie folgt:
| Manual C–g3 |    |
| Gedackt     | 8′ |
| Prinzipal   | 4′ |
| Blockflöte  | 4′ |
| Oktave      | 2′ |
| Sifflöte    | 1′ |
| Zimbel III  | 1′ |

| Pedal C–f1 |     |
| Subbass    | 16′ |

- Koppel: Man/P